# Viviane Dorsile
Viviane Dorsile (née le 1er juin 1967 à Sainte-Anne) est une athlète française spécialiste du 400 et du 800 mètres. Elle co-détient le record de France du relais 4 × 400 mètres en 3 min 22 s 34 (1994).

## Carrière
Championne de France du 400 m en 1991, et du 800 m en 1992, Viviane Dorsile se révèle durant les Championnats d'Europe en salle 1994 de Paris en prenant la troisième place du 400 m en 51 s 92, derrière les Russes Svetlana Goncharenko et Tatyana Alekseyeva. Sélectionnée durant l'été pour les Championnats d'Europe d'Helsinki, elle remporte aux côtés de Francine Landre, Evelyne Elien et Marie-José Pérec, la médaille d'or du relais 4 × 400 m, devançant finalement la Russie et l'Allemagne. Elle devient de nouveau championne de France du 800 m en 1996 et 1998.

## Records
- Record de France du 800 m en 1992
- Record de France du 400 m en salle en 1994

## Palmarès
| Date | Compétition                    | Lieu     | Résultat | Épreuve   | Temps         |
| ---- | ------------------------------ | -------- | -------- | --------- | ------------- |
| 1990 | Championnats d'Europe          | Split    | 8e       | 400 m     | 52 s 11       |
| 1990 | Championnats d'Europe          | Split    | 5e       | 4 × 400 m | 3 min 25 s 16 |
| 1991 | Championnats du monde en salle | Séville  | 5e       | 4 × 400 m | 3 min 34 s 05 |
| 1994 | Championnats d'Europe en salle | Paris    | 3e       | 400 m     | 51 s 92       |
| 1994 | Championnats d'Europe          | Helsinki | 1re      | 4 × 400 m | 3 min 22 s 34 |
| 1996 | Jeux olympiques                | Atlanta  | 8e       | 4 × 400 m | 3 min 28 s 46 |
| 1998 | Championnats d'Europe          | Budapest | 6e       | 4 × 400 m | 3 min 27 s 61 |